# Banditismo in Sicilia
Il banditismo in Sicilia fu un fenomeno criminale presente nell'isola, in particolare nel primo dopoguerra e dopo lo sbarco alleato nel luglio 1943, alimentato da bande di criminali. Si concluse nel 1950 con la morte del bandito più famoso, Salvatore Giuliano.

## Storia
Anche in Sicilia, dopo l'unità d'Italia del 1861, fu presente per alcuni decenni il brigantaggio, alimentato dal proletariato rurale, da ex militari borbonici, da renitenti alla leva obbligatoria, disertori ed evasi dal carcere che si davano alla macchia.
Proseguì nel corso della prima guerra mondiale. L'azione del prefetto Cesare Mori negli anni '20 sbaragliò mafiosi e banditismo.

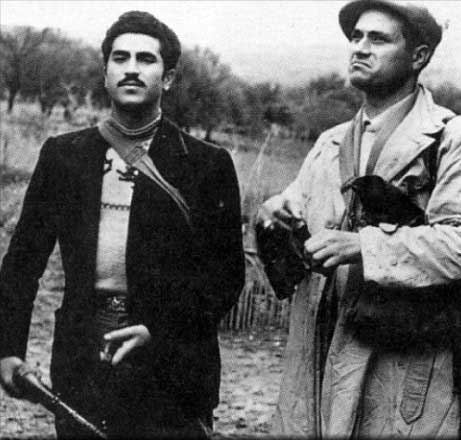
I banditi Gaspare Pisciotta e Salvatore Giuliano

Il banditismo riemerse in Sicilia dopo lo sbarco degli alleati nel luglio 1943. Le bande controllavano diversi territori, compivano omicidi, rapine, estorsioni e anche sequestri ai danni di ricchi agricoltori, nobili ed imprenditori. Le più famose erano le bande di Salvatore Giuliano, nella zona al confine tra le provincie di Palermo e Trapani, la Banda Labruzzo-Cassarà  e la banda di Niscemi guidata da Rosario Avila e poi da Salvatore Rizzo. Nel 1945 fu creato per contrastare il fenomeno l'Ispettorato generale di Pubblica sicurezza in Sicilia.
Ebbe anche, nel biennio 1945-1946, il sostegno del separatismo siciliano dell'EVIS, che nominò Salvatore Giuliano colonnello.  Le bande arrivarono ad assaltare anche caserme dei carabinieri, come nella Strage di Bellolampo. Nel 1949 fu inviato un colonnello dei servizi segreti, Ugo Luca a coordinare la lotta al banditismo, con la contemporanea creazione del Comando forze repressione banditismo.
Proseguì fino al luglio 1950, quando fu ucciso il bandito Giuliano, compromesso col potere mafioso nell'isola..
Nei sei anni di lotta al banditismo in Sicilia (1944-1950) caddero 81 carabinieri, 21 poliziotti, quattro militari dell'esercito e un finanziere.